# 120218 Richardberry
120218 Richardberry è un asteroide della fascia principale. Scoperto nel 2004, presenta un'orbita caratterizzata da un semiasse maggiore pari a 1,8693977 UA e da un'eccentricità di 0,0833405, inclinata di 21,65161° rispetto all'eclittica.